# Liste der denkmalgeschützten Objekte in Benešovice
Grundlage dieser Liste der denkmalgeschützten Objekte in Benešovice ist die ÚSKP-Liste (Ústřední seznam kulturních památek České republiky, deutsch Zentrale Liste der Kulturdenkmäler der Tschechischen Republik), die von der tschechischen Denkmalschutzbehörde NPÚ (Národní památkový ústav, deutsch Nationale Denkmalbehörde) seit 1987 geführt wird und an die seit dem Jahr 1850 geschaffenen Listen anschließt.

## Denkmalgeschützte Objekte nach Ortsteilen

### Benešovice
| Lage                 | Objekt                         | Beschreibung                   | ÚSKP-Nr.                  | Bild           |
| -------------------- | ------------------------------ | ------------------------------ | ------------------------- | -------------- |
| Dorfplatz (Standort) | Kapelle der hl. Jungfrau Maria | Kapelle der hl. Jungfrau Maria | 45610/4-1686 Info Katalog | weitere Bilder |